# Déplacement hypsochrome
Le déplacement hypsochrome est l'effet d'augmenter la fréquence d'absorption d'une molécule de colorant lorsque l'on introduit un auxochrome spécifique. Ceci a pour conséquence le changement de la position de la bande spectrale dans l’absorption, la réflectance, la transmittance ou l’émission d’une molécule vers les longueurs d’onde plus courtes.